# 滋賀県道176号桜川西竜王線
滋賀県道176号桜川西竜王線（しがけんどう176ごう さくらがわにしりゅうおうせん）は、滋賀県東近江市から蒲生郡竜王町に至る一般県道である。

## 概要
東近江市桜川西町から蒲生郡竜王町大字岩井に至る。

### 路線データ
- 起点：東近江市桜川西町（桜川西交差点、滋賀県道524号桜川西中在寺線交点）
- 終点：蒲生郡竜王町大字岩井（岩井交差点、滋賀県道14号近江八幡竜王線交点）
- 総延長：5.1 km

## 路線状況

### 道路施設

#### 橋梁
- 市子橋（佐久良川、東近江市）
- 宮上橋（日野川、東近江市）

## 地理

### 通過する自治体
- 滋賀県
  - 東近江市 - 蒲生郡竜王町

### 交差する道路
| 交差する道路                   | 市町村名 | 市町村名 | 交差する場所 | 交差する場所        |
| ------------------------------ | -------- | -------- | ------------ | ------------------- |
| 滋賀県道524号桜川西中在寺線    | 東近江市 | 東近江市 | 桜川西町     | 桜川西交差点 / 起点 |
| 滋賀県道41号土山蒲生近江八幡線 | 東近江市 | 東近江市 | 市子殿町     | 市子殿交差点        |
| 国道477号                      | 東近江市 | 東近江市 | 蒲生堂町     | 蒲生堂交差点        |
| 滋賀県道13号彦根八日市甲西線   | 東近江市 | 東近江市 | 葛巻町       | 葛巻交差点          |
| 滋賀県道14号近江八幡竜王線     | 蒲生郡   | 竜王町   | 大字岩井     | 岩井交差点 / 終点   |

### 沿線
- 東近江市立蒲生東小学校
- 滋賀銀行 桜川支店
- 湖東信用金庫 蒲生支店
- 東近江市役所 蒲生支所
- 蒲生体育館
- 東近江市立朝桜中学校
- 蒲生郵便局
- 平和堂 蒲生店
- 誓安寺
- 蒲生運動公園
- 東近江市立蒲生北小学校